# Otomaro Ōtomo
Otomaro Ōtomo (jap. 大伴弟麻呂 lub 大伴乙麻呂 Ōtomo Otomaro; ur. 731, zm. 14 lipca 809) – japoński dowódca wojskowy (bushō).
Żył na przełomie epok: Nara i Heian, był członkiem dworskiej arystokracji (kugyō, kuge).
Pierwszy siogun w historii Japonii. Otrzymał tytuł sei’i-taishōgun (jap. 征夷大将軍 dosł. ‘głównodowodzący wojsk ekspedycyjnych, przeznaczonych do podboju barbarzyńców’) od cesarza Kammu na czas kampanii podboju plemienia Ajnów, którzy zajmowali północną część wyspy Honsiu. Wyspa Honsiu została wkrótce w całości opanowana, a Ōtomo zwrócił cesarzowi miecz będący oznaką godności.
Według niektórych źródeł historycznych, data narodzin Otomaro przypada na 727 rok.
Był synem Koshibi Ōtomo (jap. 大伴古慈斐 Ōtomo Koshibi).

## Chronologia
- 727 lub 731 – urodził się jako syn Koshibi Ōtomo
- 779 – otrzymuje niższy stopień piątej rangi
- 780 – zostaje asystentem dowódcy straży pałacowej
- 780 – otrzymuje wyższy stopień piątej rangi
- 783 – staje się zastępcą dowódcy (seitō-fuku-shōgun) w ekspedycji do prowincji Hitachi w celu stłumienia powstania
- 791 – otrzymuje niższy stopień czwartej rangi
- 794 – otrzymuje tytuł sioguna (sei’i-taishōgun) na czas kampanii przeciw Ajnom
- 795 – otrzymuje niższy stopień trzeciej rangi i Order Zasługi Drugiej Klasy za doświadczenie wojskowe
- 14 lipca 809 – umiera w wieku 79 lat.

Powyższe rangi i funkcje zostały utworzone i nadawane na podstawie wprowadzonego w 702 r. kodeksu Taihō. Był to jeden z elementów długiego procesu reform, które przeprowadziły społeczeństwo japońskie od luźno związanych ze sobą rodów do "państwa opartego na ustalonych normach prawnych" (ritsuryō-kokka).